# Tivoli Software
Tivoli Software è un marchio all'interno divisione IBM's Cloud & Smarter Infrastructure. Prima di essere acquisita da IBM nel 1996, Tivoli Systems, Inc. è stata un fornitore di software indipendente che ha sviluppato e venduto software "systems management" e relativi servizi. Dal momento dell'acquisizione, il portafoglio software è cresciuto attraverso acquisizioni e sviluppo.

## Storia
Tivoli Systems Inc. è stata fondata a Austin, Texas nel 1989 da Bob Fabbio al quale si aggiungono Peter Valdes, Todd Smith e Steve Marcie, tutti ex dipendenti di IBM. Bob Fabbio in un'intervista ha indicato che lo scopo era quello di fornire sistemi di "Systems Management" per un insieme diversificato di fornitori mentre, quando era in IBM, era stato indirizzato a concentrarsi solo sui prodotti IBM. In qualità di fornitore di software indipendente Tivoli Systems ha sviluppato e venduto Tivoli Management Environment (TME). L'allora CEO Frank Moss completò il processo di quotazione sul mercato NASDAQ della società nel marzo 1995 e la successiva fusione in IBM nel 1996.
All'inizio del 2002, Tivoli Systems Inc, divenne Tivoli Software, un marchio di IBM. IBM inizialmente ha ampliato il portafoglio software con il marchio Tivoli attraverso lo sviluppo e acquisizione. Si ritiene che ciò possa aver fatto sì che il marchio contenesse un ampio insieme di prodotti sovrapposti e marginali Nell'aprile 2013 IBM ha rinominato la divisione "Tivoli Software" in "Cloud & Smarter Infrastructure". IBM si è allontanata dal marchio Tivoli, come esemplificato dall'esplicito rebranding di Tivoli Storage Manager in IBM Spectrum Protect e la ridenominazione di IBM Tivoli Workload Scheduler in IBM Workload Scheduler a partire dalla release 9.3.

## Descrizione
Secondo la società di analisi e ricerca IT Gartner, Inc., IBM attualmente detiene la più ampia quota di mercato, il 18%, relativamente al software di tipo  "IT Operations Management". IBM è anche il principale fornitore di software di Enterprise Asset Management, per il 7 ° anno consecutivo, secondo ARC Advisory Group, una società di analisi di ricerca leader per l'industria e le infrastrutture.
I segmenti di Service management per i quali IBM offre software e servizi sono i seguenti:
- Cloud Management
- Virtualization Management
- Storage Management
- IT Service Management
- Application Performance Management
- Network Management
- System and Workload Automation
- Server, Desktop, Mobile Device Management & Security
- Enterprise Asset Management
- Facilities Management

### Lista prodotti di IBM Tivoli
- IBM Maximo Asset Management
- IBM TRIRIGA.
- IBM Tivoli Provisioning Manager
- IBM Tivoli Storage Manager
- IBM Tivoli Storage Manager FastBack
- IBM Tivoli Storage Productivity Center
- IBM Tivoli Workload Scheduler LoadLeveler
- IBM Tivoli Endpoint Manager
- IBM OMEGAMON
- IBM Tivoli Workload Scheduler
- IBM Tivoli Service Automation Manager
- IBM Tivoli Framework
- IBM Tivoli Configuration and Change Management Database
- IBM Tivoli Identity Manager
- IBM Tivoli Access Manager
- IBM Tivoli Monitoring
- IBM Tivoli Netcool